# Kadetten Schaffhausen
Kadetten Szafuza – szwajcarski klub piłki ręcznej mężczyzn z siedzibą w Szafuzie, założony w 1955 r., występujący w Nationalliga A. Wielokrotny mistrz i zdobywca pucharu Szwajcarii. Regularny uczestnik europejskich pucharów, w tym Ligi Mistrzów EHF. Finalista Pucharu EHF w sezonie 2009/10.

## Osiągnięcia

### Krajowe
- Mistrzostwa Szwajcarii:
  - 1. miejsce (11): 2005, 2006, 2007, 2010, 2011, 2012, 2014, 2015, 2016, 2017, 2019
  - 2. miejsce (5): 2000, 2008, 2009, 2013, 2021
- Puchar Szwajcarii:
  - Zdobywca (8): 1999, 2004, 2005, 2007, 2008, 2011, 2014, 2016
- Superpuchar Szwajcarii:
  - Zdobywca (8): 2004/05, 2005/06, 2006/07, 2007/08, 2010/11, 2012/13, 2014/15, 2019/20

### Międzynarodowe
- Puchar EHF:
  - Finalista (1): 2009/2010

## Polscy zawodnicy
- Leszek Starczan (2004–2016)
- Szymon Szczucki
- Artur Siódmiak (2006–2008)
- Michał Szyba (2016–2018)
- Ariel Pietrasik (2023-)[1]

## Kadra w sezonie 2022/23[2]
| Bramkarze - 1. Kristian Pilipović - 22. Martin Ziemer Lewoskrzydłowi - 15. Marvin Lier - 17. Jost Brücker Prawoskrzydłowi - 6. Óðinn Þór Ríkharðsson - 24. Nik Tominec | Obrotowi - 3. Igor Žabič - 9. Jonas Schopper - 26. Lukas Herburger Rozgrywający - 2. Robin Heinis - 5. Torben Matzken - 7. Joan Cañellas - 10. Donát Bartók - 13. Michael Kusio - 19. Zoran Marković - 20. Luka Maros - 25. Sandro Obranović |